# Joachim Mattern
Joachim Mattern (n. 2 mai 1948, Beeskow, Brandenburg, Germania) este un canoist ce a reprezentat Germania, medaliat olimpic. A participat la 2 ediții ale Jocurilor Olimpice (1972, 1976) în care a câștigat o medalie de aur și o medalie de argint.